# Lista planetelor minore/143801–143900
Aceasta este Lista planetelor minore/143801–143900; pentru a naviga prin lista completă vezi Lista planetelor minore.
Pentru ale detalii vezi și Proiect:Astronomie sau Portal:Astronomie.
| Nume     | Denumire provizorie | Data descoperirii | Locul descoperirii | Descoperitor(i) |
| -------- | ------------------- | ----------------- | ------------------ | --------------- |
| 143801 - | 2003 WR116          | 20 noiembrie 2003 | Socorro            | LINEAR          |
| 143802 - | 2003 WV117          | 20 noiembrie 2003 | Socorro            | LINEAR          |
| 143803 - | 2003 WA119          | 20 noiembrie 2003 | Socorro            | LINEAR          |
| 143804 - | 2003 WE119          | 20 noiembrie 2003 | Socorro            | LINEAR          |
| 143805 - | 2003 WZ122          | 20 noiembrie 2003 | Socorro            | LINEAR          |
| 143806 - | 2003 WD123          | 20 noiembrie 2003 | Socorro            | LINEAR          |
| 143807 - | 2003 WY126          | 20 noiembrie 2003 | Socorro            | LINEAR          |
| 143808 - | 2003 WG127          | 20 noiembrie 2003 | Socorro            | LINEAR          |
| 143809 - | 2003 WN127          | 20 noiembrie 2003 | Socorro            | LINEAR          |
| 143810 - | 2003 WR127          | 20 noiembrie 2003 | Socorro            | LINEAR          |
| 143811 - | 2003 WE130          | 21 noiembrie 2003 | Socorro            | LINEAR          |
| 143812 - | 2003 WW131          | 19 noiembrie 2003 | Anderson Mesa      | LONEOS          |
| 143813 - | 2003 WO136          | 21 noiembrie 2003 | Socorro            | LINEAR          |
| 143814 - | 2003 WP136          | 21 noiembrie 2003 | Socorro            | LINEAR          |
| 143815 - | 2003 WR136          | 21 noiembrie 2003 | Socorro            | LINEAR          |
| 143816 - | 2003 WC137          | 21 noiembrie 2003 | Socorro            | LINEAR          |
| 143817 - | 2003 WJ137          | 21 noiembrie 2003 | Socorro            | LINEAR          |
| 143818 - | 2003 WF138          | 21 noiembrie 2003 | Socorro            | LINEAR          |
| 143819 - | 2003 WJ138          | 21 noiembrie 2003 | Socorro            | LINEAR          |
| 143820 - | 2003 WS139          | 21 noiembrie 2003 | Socorro            | LINEAR          |
| 143821 - | 2003 WR141          | 21 noiembrie 2003 | Socorro            | LINEAR          |
| 143822 - | 2003 WC142          | 21 noiembrie 2003 | Socorro            | LINEAR          |
| 143823 - | 2003 WU142          | 21 noiembrie 2003 | Socorro            | LINEAR          |
| 143824 - | 2003 WX145          | 21 noiembrie 2003 | Socorro            | LINEAR          |
| 143825 - | 2003 WK147          | 23 noiembrie 2003 | Kitt Peak          | Spacewatch      |
| 143826 - | 2003 WH148          | 24 noiembrie 2003 | Anderson Mesa      | LONEOS          |
| 143827 - | 2003 WM150          | 24 noiembrie 2003 | Anderson Mesa      | LONEOS          |
| 143828 - | 2003 WP150          | 24 noiembrie 2003 | Anderson Mesa      | LONEOS          |
| 143829 - | 2003 WP151          | 19 noiembrie 2003 | Socorro            | LINEAR          |
| 143830 - | 2003 WV152          | 26 noiembrie 2003 | Socorro            | LINEAR          |
| 143831 - | 2003 WH157          | 30 noiembrie 2003 | Socorro            | LINEAR          |
| 143832 - | 2003 WQ159          | 29 noiembrie 2003 | Catalina           | CSS             |
| 143833 - | 2003 WB161          | 30 noiembrie 2003 | Kitt Peak          | Spacewatch      |
| 143834 - | 2003 WV167          | 19 noiembrie 2003 | Palomar            | NEAT            |
| 143835 - | 2003 WG181          | 20 noiembrie 2003 | Socorro            | LINEAR          |
| 143836 - | 2003 XL1            | 1 decembrie 2003  | Kitt Peak          | Spacewatch      |
| 143837 - | 2003 XO7            | 1 decembrie 2003  | Socorro            | LINEAR          |
| 143838 - | 2003 XT7            | 3 decembrie 2003  | Socorro            | LINEAR          |
| 143839 - | 2003 XL16           | 14 decembrie 2003 | Palomar            | NEAT            |
| 143840 - | 2003 XA18           | 14 decembrie 2003 | Kitt Peak          | Spacewatch      |
| 143841 - | 2003 XN20           | 14 decembrie 2003 | Kitt Peak          | Spacewatch      |
| 143842 - | 2003 XY24           | 1 decembrie 2003  | Socorro            | LINEAR          |
| 143843 - | 2003 XG36           | 3 decembrie 2003  | Socorro            | LINEAR          |
| 143844 - | 2003 XW37           | 4 decembrie 2003  | Socorro            | LINEAR          |
| 143845 - | 2003 XT38           | 4 decembrie 2003  | Socorro            | LINEAR          |
| 143846 - | 2003 YA3            | 16 decembrie 2003 | Anderson Mesa      | LONEOS          |
| 143847 - | 2003 YO4            | 17 decembrie 2003 | Kitt Peak          | Spacewatch      |
| 143848 - | 2003 YZ5            | 16 decembrie 2003 | Anderson Mesa      | LONEOS          |
| 143849 - | 2003 YG6            | 17 decembrie 2003 | Socorro            | LINEAR          |
| 143850 - | 2003 YV6            | 17 decembrie 2003 | Socorro            | LINEAR          |
| 143851 - | 2003 YK7            | 17 decembrie 2003 | Palomar            | NEAT            |
| 143852 - | 2003 YR7            | 20 decembrie 2003 | Nashville⁠(d)       | R. Clingan⁠(d)   |
| 143853 - | 2003 YX7            | 20 decembrie 2003 | Socorro            | LINEAR          |
| 143854 - | 2003 YT8            | 19 decembrie 2003 | Socorro            | LINEAR          |
| 143855 - | 2003 YC9            | 20 decembrie 2003 | Socorro            | LINEAR          |
| 143856 - | 2003 YN10           | 17 decembrie 2003 | Socorro            | LINEAR          |
| 143857 - | 2003 YU11           | 17 decembrie 2003 | Socorro            | LINEAR          |
| 143858 - | 2003 YH12           | 17 decembrie 2003 | Socorro            | LINEAR          |
| 143859 - | 2003 YD13           | 17 decembrie 2003 | Anderson Mesa      | LONEOS          |
| 143860 - | 2003 YL13           | 17 decembrie 2003 | Anderson Mesa      | LONEOS          |
| 143861 - | 2003 YP13           | 17 decembrie 2003 | Catalina           | CSS             |
| 143862 - | 2003 YW13           | 17 decembrie 2003 | Catalina           | CSS             |
| 143863 - | 2003 YC15           | 17 decembrie 2003 | Socorro            | LINEAR          |
| 143864 - | 2003 YN15           | 17 decembrie 2003 | Socorro            | LINEAR          |
| 143865 - | 2003 YG16           | 17 decembrie 2003 | Anderson Mesa      | LONEOS          |
| 143866 - | 2003 YH16           | 17 decembrie 2003 | Anderson Mesa      | LONEOS          |
| 143867 - | 2003 YZ16           | 17 decembrie 2003 | Palomar            | NEAT            |
| 143868 - | 2003 YA18           | 16 decembrie 2003 | Anderson Mesa      | LONEOS          |
| 143869 - | 2003 YM20           | 17 decembrie 2003 | Kitt Peak          | Spacewatch      |
| 143870 - | 2003 YO22           | 18 decembrie 2003 | Socorro            | LINEAR          |
| 143871 - | 2003 YK23           | 17 decembrie 2003 | Socorro            | LINEAR          |
| 143872 - | 2003 YU23           | 17 decembrie 2003 | Anderson Mesa      | LONEOS          |
| 143873 - | 2003 YC24           | 17 decembrie 2003 | Socorro            | LINEAR          |
| 143874 - | 2003 YO24           | 17 decembrie 2003 | Kitt Peak          | Spacewatch      |
| 143875 - | 2003 YR24           | 17 decembrie 2003 | Kitt Peak          | Spacewatch      |
| 143876 - | 2003 YE26           | 18 decembrie 2003 | Socorro            | LINEAR          |
| 143877 - | 2003 YF26           | 18 decembrie 2003 | Socorro            | LINEAR          |
| 143878 - | 2003 YG27           | 16 decembrie 2003 | Črni Vrh           | Črni Vrh        |
| 143879 - | 2003 YV27           | 17 decembrie 2003 | Socorro            | LINEAR          |
| 143880 - | 2003 YZ28           | 17 decembrie 2003 | Palomar            | NEAT            |
| 143881 - | 2003 YO29           | 17 decembrie 2003 | Kitt Peak          | Spacewatch      |
| 143882 - | 2003 YP29           | 17 decembrie 2003 | Kitt Peak          | Spacewatch      |
| 143883 - | 2003 YB32           | 18 decembrie 2003 | Kitt Peak          | Spacewatch      |
| 143884 - | 2003 YD34           | 17 decembrie 2003 | Kitt Peak          | Spacewatch      |
| 143885 - | 2003 YW34           | 18 decembrie 2003 | Socorro            | LINEAR          |
| 143886 - | 2003 YE35           | 18 decembrie 2003 | Haleakala          | NEAT            |
| 143887 - | 2003 YJ36           | 18 decembrie 2003 | Socorro            | LINEAR          |
| 143888 - | 2003 YL40           | 19 decembrie 2003 | Kitt Peak          | Spacewatch      |
| 143889 - | 2003 YR40           | 19 decembrie 2003 | Kitt Peak          | Spacewatch      |
| 143890 - | 2003 YE43           | 19 decembrie 2003 | Kitt Peak          | Spacewatch      |
| 143891 - | 2003 YP43           | 19 decembrie 2003 | Socorro            | LINEAR          |
| 143892 - | 2003 YU43           | 19 decembrie 2003 | Socorro            | LINEAR          |
| 143893 - | 2003 YS44           | 19 decembrie 2003 | Kitt Peak          | Spacewatch      |
| 143894 - | 2003 YT45           | 17 decembrie 2003 | Socorro            | LINEAR          |
| 143895 - | 2003 YY50           | 18 decembrie 2003 | Socorro            | LINEAR          |
| 143896 - | 2003 YN55           | 19 decembrie 2003 | Socorro            | LINEAR          |
| 143897 - | 2003 YV55           | 19 decembrie 2003 | Socorro            | LINEAR          |
| 143898 - | 2003 YG56           | 19 decembrie 2003 | Socorro            | LINEAR          |
| 143899 - | 2003 YK56           | 19 decembrie 2003 | Socorro            | LINEAR          |
| 143900 - | 2003 YJ58           | 19 decembrie 2003 | Socorro            | LINEAR          |